# Sassetta
För den italienske renässansmålaren, se Sassetta (målare).
Sassetta är en kommun i provinsen Livorno i regionen Toscana i Italien. Kommunen hade 471 invånare (2018) och gränsar till kommunerna Castagneto Carducci, Monteverdi Marittimo och Suvereto.